# Chilomima
Chilomima là một chi bướm đêm thuộc họ Crambidae.